# Khangai, Arkhangai
Khangai (tiếng Mông Cổ: Хангай) là một sum của tỉnh Arkhangai tại miền trung Mông Cổ. Vào năm 2009, dân số của sum là 2.926 người.

## Địa lý
Sum Khangai nằm ở phía tây của tỉnh Arkhangai. Trung tâm sum nằm cách tỉnh lị Tsetserleg 230 km và cách thủ đô Ulaanbaatar 684 km.
Khu vực nằm bên dãy núi Khangai, và được biết đến với thảm thực vật. Nó có một vài hệ sinh thái bao gồm núi, thảo nguyên và rừng taiga Siberia. Hệ động vật có nai, sói, cáo, lợn rừng, linh miêu và gấu nâu. Một trong những loài tiêu biểu của hệ thực vật nơi đây là Iris tigridia.
Có trữ lưỡng vàng, chì, quặng sắt, đá quý và vật liệu xây dựng.

### Khí hậu
Khi hậu tại Khangai là khí hậu lục địa. Nhiệt độ trung bình tháng 1 là từ -20 đến -24 °C, tháng 6 là từ +12 đến +16 °C, lượng mưa hàng năm dao động 300–450 mm.

## Kinh tế
Các tiện ích tại Khangai bao gồm một xưởng làm việc, một trường học và bệnh viện.